# بازپیوند کتفی
بازپیوند کتفی یا آناستوموز کتفی (انگلیسی: Scapular anastomosis) سامانه‌ای از پیوندهای عروقی است که برخی از سرخرگ زیرترقوه‌ای و شاخه‌های متناظر آن را به سرخرگ زیربغلی متصل می‌کند و پیرامون کتف یک بازپیوند عروقی تشکیل می‌دهد. این شبکه اجازه می‌دهد که در صورت انسداد، آسیب یا تحت فشار قرار گرفتن سرخرگ‌های کتفی زیر، جریان خون همچنان از مفصل عبور کند:
- سرخرگ عرضی گردنی
- سرخرگ پشتی کتف (شاخهٔ بازپیوندی سرخرگ عرضی گردنی)
- سرخرگ روشانه‌ای
- شاخه‌هایی از سرخرگ زیرکتفی
- شاخه‌هایی از آئورت سینه‌ای

سرخرگ عرضی گردنی شاخه‌ای به نام «سرخرگ پشتی کتف» می‌دهد که همراه با عصب پشتی کتف در امتداد لبهٔ مهره‌ای کتف تا لبهٔ میانی و زاویهٔ تحتانی آن پایین می‌رود. سرخرگ پشتی کتف با سرخرگ زیرکتفی بازپیوند ایجاد می‌کند و در صورت ایجاد انسداد تدریجی، مسیر جایگزینی به بخش سوم سرخرگ زیربغلی فراهم می‌آورد.
سرخرگ روشانه‌ای از تنهٔ تیروگردنی منشعب می‌شود که خود از بخش نخست سرخرگ زیرترقوه‌ای جدا شده است. این سرخرگ از روی رباط روشانه‌ای عبور کرده، از حفره بالاخاری می‌گذرد و پس از پیچیدن به دور لبهٔ جانبی خار کتف، حفره زیرخاری را تا زاویهٔ تحتانی خون‌رسانی می‌کند.
سرخرگ زیرکتفی از بخش سوم سرخرگ زیربغلی (آگزیلاری) منشعب می‌شود و ماهیچه زیرکتفی را در حفرهٔ زیرکتفی تا زاویهٔ تحتانی خون‌رسانی می‌کند. این سرخرگ شاخه‌ای به نام «شاخهٔ دوری کتف» می‌دهد که وارد حفره زیرخاری در سطح پشتی استخوان شده و در لبهٔ آگزیلاری شیار ایجاد می‌کند.
تمام این رگ‌ها به یکدیگر بازپیوند می‌شوند و بخش نخست سرخرگ زیرترقوه‌ای را به بخش سوم سرخرگ زیربغلی متصل می‌کنند و گردش خون جانبی را فراهم می‌آورند. این گردش خون جانبی موجب می‌شود که در صورت انسداد سرخرگ زیرترقوه‌ای، جریان خون ادامه یابد.